# Acronicta tota
Acronicta tota är en fjärilsart som beskrevs av Augustus Radcliffe Grote 1878. Acronicta tota ingår i släktet Acronicta och familjen nattflyn. Inga underarter finns listade i Catalogue of Life.